# Izrek o vrtilni količini
Izrèk ò vrtílni količíni pove, da je sprememba vrtilne količine telesa glede na izbrano osišče v časovni enoti, enaka vsoti sunkov vseh zunanjih navorov:
{\displaystyle {\frac {d\mathbf {\Gamma } }{dt}}=\mathbf {M} }
Kadar na telo ne delujejo zunanji navori (M = 0), velja dΓ/dt = 0, oziroma Γ = konst. Ker je tudi vztrajnostni moment telesa konstanten, ostaja kotna hitrost takega telesa konstantna. Trditev je znana kot izrek o ohranitvi vrtilne količine.
Analogen izrek, ki velja za premo gibanje, je izrek o gibalni količini.

## Dokaz izreka
Izrek lahko hitro dokažemo za točkasta telesa. Začnemo z definicijo vrtilne količine, po kateri je ta enaka vektorskemu produktu ročice r in gibalne količine G:
{\displaystyle \mathbf {\Gamma } =\mathbf {r} \times \mathbf {G} }
Enačbo odvajamo po času t:
{\displaystyle {\frac {d\mathbf {\Gamma } }{dt}}=\mathbf {r} \times {\frac {d\mathbf {G} }{dt}}+{\frac {d\mathbf {r} }{dt}}\times \mathbf {G} }
Upoštevamo definicije gibalne količine p = m v, hitrosti v = dr/dt in pospeška a = dv/dt, pa lahko enačbo prepišemo v obliko:
{\displaystyle {\frac {d\mathbf {\Gamma } }{dt}}=\mathbf {r} \times m\mathbf {a} +\mathbf {v} \times m\mathbf {v} }
Ker je vektorski produkt vektorja s samim seboj enak nič, drugi člen (v×v) odpade. Po Newtonovem zakonu je produkt mase in pospeška enak sili F, skladno z definicijo navora pa je produkt r×F ravno enak navoru, s čimer je izrek dokazan.